# Prisopus spiniceps
Prisopus spiniceps är en insektsart som beskrevs av Hermann Burmeister 1838. Prisopus spiniceps ingår i släktet Prisopus och familjen Prisopodidae. Inga underarter finns listade i Catalogue of Life.